# Come on Christmas, Come on
Come on Christmas, Come on è un brano natalizio composto da Richard Starkey (vero nome di Ringo Starr), Mark Hudson e Dean Grakal. Compare sull'album I Wanna Be Santa Claus del 1999 del batterista; è stato pubblicato su singolo radiofonico per promuovere l'album; è incluso anche su Ringo Starr: 20th Century Master: The Christmas Collection del 2003, una riedizione del primo album del 1999.

## Formazione
- Ringo Starr: voce, batteria, percussioni
- Mark Hudson: cori, chitarra elettrica, basso elettrico
- Scott Gordon: armonica a bocca, percussioni
- Pat Zicari: sassofono
- The Xmas Files Singer, Dick Monda, Tess Whitehart, Kiley Oliver, Marc Fantini, Steffan Fantini, Brett Hudson, Sarah Hudson, Gary Burr: cori

L'arrangiamento dei corni è ad opera di Hudson.